# Diversité minéralogique des éléments chimiques
Les presque 5 000 minéraux recensés par l'Association internationale de minéralogie impliquent plus ou moins fréquemment les 94 éléments chimiques présents sur Terre avant l'intervention de l'homme. Globalement, les éléments chimiques les plus abondants dans la croûte terrestre sont aussi ceux qui forment le plus de minéraux différents. Certains éléments se distinguent néanmoins par leur particulièrement forte ou faible diversité minéralogique, en comparaison de la tendance générale.

## Tendance générale
[Quand ?] L'oxygène est un composant essentiel de 3 961 minéraux, mais le gadolinium et l'hafnium d'un seul et 14 éléments (les 6 gaz nobles et 8 des 15 lanthanides) d'aucun. D'une manière générale, les éléments chimiques les plus abondants sont aussi ceux qui forment le plus de minéraux différents. Les éléments O, H et Si, notamment, sont des constituants essentiels de respectivement 80, 55 et 30 % des minéraux connus.

### Quantification
Dans le détail la relation entre abondance et nombre de minéraux varie selon la manière dont on définit l'un et l'autre,. On peut notamment comparer le nombre N de minéraux dont un élément chimique est un constituant essentiel à son abondance atomique dans la croûte terrestre, A, : une régression linéaire de log N en fonction de log A conduit à la relation log N = 0,218 log A + 1,809 (où A est exprimé en ppm), avec un coefficient de corrélation r de 0,64. Si l'on élimine successivement les points aberrants il reste 41 éléments sur les 70 retenus initialement, et la relation devient log N = 0,255 log A + 1,828 avec r = 0.96, qu'on peut aussi écrire N = 67,3 × A0,255.

### Interprétation
Un élément chimique plus abondant qu'un autre a plus de chances que la solubilité (dans un liquide magmatique, dans un fluide hydrothermal, dans une solution en voie d'évaporation, etc.) d'un de ses minéraux potentiels soit dépassée, et que donc ce minéral précipite. C'est aussi dans une plus grande variété de contextes géologiques qu'un tel dépassement  peut survenir, en présence d'une plus grande variété d'autres éléments nécessaires à la construction des minéraux le concernant. A contrario, il est bien possible que les minéraux connus d'un élément rare ne représentent qu'une petite partie des espèces minérales qu'il pourrait construire,.

## Diversité minéralogique
Andrew G. Christy définit la diversité minéralogique D d'un élément comme le rapport du nombre N de minéraux dont c'est un constituant essentiel au nombre N0 prédit par la relation précédente, connaissant son abondance atomique A. La diversité D vaut naturellement 0 pour les 14 éléments ne formant aucun minéral propre, mais pour les autres elle varie de 0,016 (Gd : N0 = 64, N = 1) à 21,7 (Te : N0 = 7, N = 158). On peut distinguer ainsi :
- 40 éléments de diversité normale (0,5 < D < 2) ;
- 15 éléments anormalement dispersés (0,01 < D < 0,5) : Sc, Cr, Ga, Br, Rb, In, Cs, La, Nd, Gd, Sm, Yb, Hf, Re et Th, qui tendent à rentrer en solution solide dans des minéraux formés par d'autres éléments plutôt que de former leurs propres minéraux ;
- 15 éléments anormalement diversifiés (0,5 < D < 22) : H, S, Cu, As, Se, Pd, Ag, Sb, Te, Pt, Au, Hg, Pb, Bi et U, qui forment une étonnante variété de minéraux malgré leur faible abondance.

## Facteurs de la diversité minéralogique
Les écarts à la tendance générale résultent de plusieurs facteurs favorisant la dispersion (au sein de solutions solides) ou bien la formation de minéraux variés.

### Dispersibilité
Un élément chimique rare peut se substituer à un élément plus abondant dans l'un de ses sites cristallins de prédilection. Il faut cependant que les tailles des deux éléments  soient similaires (leurs rayons atomiques ou ioniques doivent différer de moins de 15 %, typiquement), qu'ils aient des électronégativités voisines, et qu'ils aient la même valence (ou différant d'une unité). On trouve par exemple le lanthane (D = 0,33) et le néodyme (D = 0,22) en solution solide dans des minéraux du cérium plutôt que dans des minéraux qui leur seraient propres.

### Configuration électronique
La plupart des éléments qui forment un grand nombre de minéraux différents ont une électronégativité moyenne (typiquement, entre 1,85 et 2,6), ce qui leur permet de se lier à une grande variété d'autres éléments, et généralement à travers des liaisons fortement covalentes (donc de forte directionnalité). Mais c'est surtout la complexité de leur configuration électronique externe qui explique la grande diversité minéralogique des éléments de transition Pd, Pt, Cu, Ag, Au et Hg ainsi que des métalloïdes S, As, Se, Sb, Te, Pb et Bi.